# David Salle
David Salle (nascut el 28 de setembre de 1952; cognom pronunciat "Sally") és un pintor, gravador, fotògraf i escenògraf estatunidenc postmodern. Salle va néixer a Norman (Oklahoma), i viu i treballa a East Hampton, Nova York. Va obtenir un BFA i un MFA al Califòrnia Institute of the Arts, Valencia (Califòrnia), on va estudiar amb John Baldessari. El treball de Salle va cridar l'atenció pública per primera vegada a la ciutat de Nova York a principis dels anys vuitanta.

## Biografia
David Salle va néixer de pares immigrants jueus russos el 28 de setembre de 1952, a Norman (Oklahoma), però va créixer a Wichita (Kansas). Va desenvolupar un interès per l'art des de molt jove, passant la seva infància i adolescència a classes d'art impartides per una organització artística local. Als vuit o nou anys, va començar a fer classes de dibuix de vida a la Wichita Art Association. Durant l'escola secundària, va assistir a classes d'art tres dies a la setmana.
Després de graduar-se a l'escola secundària, Salle va assistir a la Califòrnia Institute of the Arts. Allà es va formar i estudiar amb John Baldessari, a qui li atribueix el fet de mostrar-li un camí cap al seu art. Salle va obtenir el seu BFA en tres anys, després va rebre el seu MFA en dos.
Després de graduar-se, Salle es va traslladar a Nova York, on va treballar amb Vito Acconci. Durant aquest temps, va establir una associació de treball amb Mary Boone, una reconeguda galerista, i encara treballa amb ella fins avui.
Al voltant de la mateixa època, Salle va ser contractat per l'American Ballet Theatre per dissenyar escenografies i vestuari. El seu treball amb la ballarina i coreògrafa Karole Armitage va fer que el ballet fos un èxit, i Salle i Armitage es van enamorar. Finalment es van separar, però van continuar treballant junts com a amics.
El 1995, Salle va fer el seu debut com a director a Hollywood amb Search and Destroy, protagonitzada per Christopher Walken i Griffin Dunne i produïda per Martin Scorsese. La pel·lícula va tenir reaccions diverses. Salle ara viu a East Hampton, Nova York.

## Art
Les pintures i gravats de Salle comprenen el que semblen ser imatges juxtaposades i multicapa aleatòriament, o imatges col·locades unes sobre altres amb tècniques deliberadament il·lògiques, en les quals combina imatges originals i apropiades. Les imatges que fa servir inclouen elements de la cultura popular, com ara l'ànec Donald, i peces de la història de l'art, com ara parts d'una pintura de Caravaggio. En una conferència del 2005, Salle va dir:
| « | Quan vaig arribar a Nova York als anys 70, era habitual no esperar poder viure del teu art. Tenia molt poca idea de les galeries o del vessant empresarial del món de l'art. Tot semblava bastant llunyà. Quan la gent va començar a parar atenció al meu treball, semblava tan improbable que d'alguna manera no era tan notable. Vaig fer el meu treball per a un petit públic d'amics, la majoria d'altres artistes, i això no ha canviat realment. Al mateix temps, fer espectacles és una manera de veure si l'obra ressona amb algú més. Tenir aquesta resposta, alguna cosa que et torni de la manera com es rep l'obra al món, pot ser important per al teu desenvolupament com a artista. Però t'ho has de prendre amb un escepticisme saludable... Encara em passo la majoria dels dies al meu estudi, sol, i el que passi prové d'això. | » |

Salle ha treballat amb diferents mitjans i processos. Moltes de les seves obres consisteixen en imatges juxtaposades, on pren l'abstracció i la figura humana. Manipula imatges combinant una varietat d'estils diferents, imatges reconeixibles i textures. S'han fet exposicions de la seva obra al Whitney Museum of American Art de Nova York, el Museu Stedelijk d'Amsterdam, Museu d'Art Contemporani de Los Angeles, Castello di Rivoli (Torí, Itàlia), Museu Guggenheim (Bilbao) i el Kestnergesellschaft Museum a Hannover. El treball de Salle també es va presentar a The Pictures Generation, una exposició comissariada per Douglas Eklund al Metropolitan Museum of Art de Nova York. La seva obra es va mostrar entre altres artistes contemporanis com Richard Prince, Sherrie Levine, Cindy Sherman, Nancy Dwyer, Robert Longo, Thomas Lawson, Charles Clough i Michael Zwack.
El procés de Salle normalment comença amb fotografies que pren com a referència, com ara models contractats. Això va ser innovador i controvertit en aquell moment, principalment perquè la combinació d'aquestes dues formes d'art no era una pràctica habitual. Durant aquest període, pintors i fotògrafs sovint debatien quina forma tenia més mèrits, o si s'havien merescut del tot. Tot i que la seva col·lecció de fotografies es considera art en si, Salle ha dit que pintaria les seves imatges finals perquè agafava imatges del món real i les situava en el món i el context de la pintura. Sobre la seva les fotografies com a mètode artístic, ha dit:
| « | No tinc dibuixos ni maquetes de treball. Començo amb una imatge, normalment una fotografia del model amb el qual he estat treballant durant deu anys. La faig fotos fent coses diferents, normalment amb una llum forta i teatral. No sé mai què sortirà d'aquestes imatges, si és que hi ha alguna cosa. Més tard tinc les fotografies i decideixo si una podria ser un quadre. Així comença. Una imatge necessita una segona i les dues juntes una tercera. | » |

Segons Salle, la seva intenció era eliminar qualsevol narració de la seva obra, encara que es podria intentar desxifrar una història a partir de la imatgeria. El seu procés de presa de decisions comença amb una imatge que l'atreu, a la qual continua afegint peces d'imatges concretes que va adquirir fins que la pintura se sent completa. Tot i que les obres de Salle no contenen una narració, no els falten sentit ni relació. Ha dit que les seves eleccions d'imatge es fan de manera aleatòria i que les peces que tria es creuen entre elles de maneres complexes. Creu que aquesta és la seva forma d'originalitat en peces que s'apropia.
Durant la pandèmia de COVID-19 del 2020-21, Salle ha pintat una sèrie d'obres anomenades Arbre de la vida que fan referència a Adam i Eva, el Jardí de l'Edèn i el dibuixant de The New Yorker Peter Arno (1904-1968). Els llenços alternen entre una paleta en blanc i negre i una paleta policromada.
Salle també ha fet escenografia i disseny de vestuari i ha dirigit pel·lícules. El 1986 va rebre una Guggenheim Fellowship per al disseny teatral, i va dirigir el llargmetratge Search and Destroy. Col·labora des de fa temps amb la coreògrafa Karole Armitage, dissenyant escenografies i vestuari per als seus ballets.

## Obres escrites
Salle també és un escriptor prolífic sobre art. Els seus assaigs i crítiques han aparegut a Artforum, Art in America, Modern Painters, The Paris Review, Interview, i nombrosos catàlegs i antologies d'exposicions. Va ser un col·laborador habitual de la revista Town & Country. La seva col·lecció d'assajos crítics, How to See, va ser publicada per W. W. Norton el 2016. Salle va treballar estretament amb altres artistes contemporanis com Jeff Koons, Roy Lichtenstein i John Baldessari en la creació d'aquesta col·lecció. Segons Dwight Garner:
| « | La missió del Sr. Salle a How to See és recuperar l'art del tipus de crítics que tracten cada quadre "com un document de posició, amb l'artista com una mena de filòsof manqué". Al Sr. Salle li interessa més parlar de femelles i cargols, del que fa que les pintures contemporànies funcionin. | » |

## Crítica i elogis
Tot i que Salle insisteix que les seves obres no són una varietat aleatòria d'imatges superposades les unes sobre les altres, els crítics van ser difícils de convèncer. Algunes crítiques habituals són que les seves pintures són incoherents i que les imatges que ell tria són arbitràries i no tenen relació entre elles. El crític d'art i filòsof Arthur Danto va escriure que les pintures de Salle transmeten un "sentit de finalitat sense cap propòsit específic". El crític Robert Storr va quedar fascinat per la "doble exposició gràfica" de l'obra" i l’"efecte caleidoscòpic", així com els seus infinits significats i interpretacions.
Un altre punt de discussió va ser l'ús per part de Salle d'imatges pornogràfiques de dones, que alguns crítics van trobar una forma de voyeurisme o francament provocació, especialment al moviment feminista. Mira Schor, una artista i escriptora feminista, va escriure que els seus retrats de dones semblen "ser la continuació d'una conversa masculina que té segles d'antiguitat, per a la qual les dones són irrellevants excepte com a projeccions despersonalitzades de les pors i les fantasies dels homes". Salle, així com molts crítics, diu que les imatges, tot i que són sexualment explícites, no són "especialment eròtiques" perquè estan esvaïdes i borroses, allunyant-les de la realitat.
Salle ha dit:
| « | Crec que estem arribant a un punt de la cultura en què la noció que va passar alguna cosa que no havia de passar —la noció d'humor o l'absurd, l'inesperat, l'irracional— que aquestes nocions de com veure la pròpia vida, i com implicar-se amb la pròpia vida, s'uneixen per fer una sensibilitat més acollidora que la sensibilitat de les generacions anteriors. Estic pensant en un art que funciona com un desencadenant accidental més que com un lògic. I això probablement té a veure amb certes coses que tothom ha assenyalat, com l'excés de mitjans, coses com aquestes. Com, ho ho, potser realment estem en fallida moral. I potser és divertit. | » |

## Col·leccions públiques
L'obra de Salle es troba a les col·leccions permanents de nombrosos museus d'art, inclòs el Museum of Modern Art, Nova York; Metropolitan Museum of Art, Nova York; Museu d'Art Contemporani, Los Angeles; Museu d'Art del Comtat de Los Angeles (LACMA); Museu d'Art Contemporani, Chicago; Walker Art Center, Minneapolis; Whitney Museum of American Art, Nova York; Tate Modern, Londres; i la National Gallery of Australia, Canberra.